# Tavares Gooden
Tavares Gooden (Fort Lauderdale, 7 ottobre 1984) è un giocatore di football americano statunitense che gioca nel ruolo di linebacker per i San Francisco 49ers della National Football League (NFL). Fu scelto nel corso del terzo giro (71º assoluto) del Draft NFL 2008 dai Baltimore Ravens. Al college ha giocato a football coi Miami Hurricanes.

## Carriera professionistica

### Baltimore Ravnes
Goodenn fu scelto nel corso del terzo giro del Draft 2008 dai Baltimore Ravens. Nella sua stagione da rookie disputò 4 partite, mettendo a segno 5 tackle. Gooden partì come inside linebacker titolare accanto a Ray Lewis nella stagione 2009. Si infortunò dopo 12 partite, totalizzando 47 tackle, il massimo in carriera. Tornato a fare la risercva nel 2010, Gooden ebbe un'altra stagione mediocre con 18 tackle, rimanendo spesso fuori infortunato.
Fu svincolato il 3 settembre 2011.

### San Francisco 49ers
Il 4 settembre, Gooden firmò coi San Francisco 49ers con cui nella stagione 2011 giocò principalmente come membro degli special team.

## Vittorie e premi
Nessuno

## Statistiche
| Partite totali             | 53 |
| Partite totali da titolare | 12 |
| Tackle totali              | 81 |
| Sack fatti                 | 0  |
| Intercetti fatti           | 0  |
| Fumble forzati             | 0  |